# Esie
Esiẹ é uma cidade no estado de Kwara na Nigéria. Doi fundada pelo príncipe Barabom cerca de 1770. O dialeto iroubá falado em Esie é predominantemente ibomina.
A cidade abriga o museu de Esiẹ que foi o primeiro museu a ser estabelecido na Nigéria.